# Долина Десяти тисяч димів
Долина Десяти тисяч димів (англ. Valley of Ten Thousand Smokes) — долина площею близько 100 км² в південній частині штату Аляска (США), у Національному парку Катмай, засипана попелом в результаті грандіозного виверження розташованого поруч стратовулкана Катмай 6—8 червня 1912 року.
Виверження було визнане одним з найсильніших на Землі. У ХХ ст. вивержень подібної сили (6 з 8 за шкалою вулканічних вивержень) було всього три. Його тривалість становила близько 60 годин, потужність оцінюється в 17 км³, стовпи попелу піднімалися на 20 км, а на землю випало близько 11 км³ попелу.
Власне цей пірокластичний потік (суміш високотемпературних вулканічних газів, попелу і каменів) і знищив соснові ліси, річку і численні джерела, покривши їх багатометровим (від 30 м до 200 м) шаром розжареного піску і попелу і потім застигнувши на поверхні кіркою туфу. Водні потоки, що випаровуються від високої температури, виявилися глибоко під розжареною породою, стали прориватися вгору тисячами фонтанів пари різної величини — фумарол.
Саме це приголомшливе видовище виявила в 1916 році польова експедиція американського ученого Роберта Ф. Гріггса, що досліджувала наслідки виверження: сотні і сотні білих димлячих струменів виривалися у величезній долині з-під землі із сильним шипінням і свистом. Саме Гріггс, уражений надзвичайним видовищем, дав місцевості її нинішнє ім'я — Долина Десяти тисяч димів — і уперше опублікував звіт про неї. Експедиція вивчала долину близько чотирьох років, зібравши безліч наукового матеріалу.
До нинішнього дня попіл практично остигнув, не залишивши в долині жодної діючої фумароли. У зв'язку з цим, вигляд Долини десяти тисячі димів вже дуже змінився і продовжує мінятися. Зараз це гола безживна місцевість з глибокими каньйонами, розцвічена плямами сольових відкладень і оксидів металів, але вже не заповнена димом. Ознаки вулканічної діяльності все ще помітні лише на сусідніх пагорбах.
Безліч туристів і до цього дня хочуть побачити місце грандіозної природної катастрофи початку ХХ століття своїми очима. Для них у літній час з табору Брукс до Долини Десяти тисяч димів вирушають щоденні автобусні екскурсії по єдиній тутешній дорозі.

## Фототека

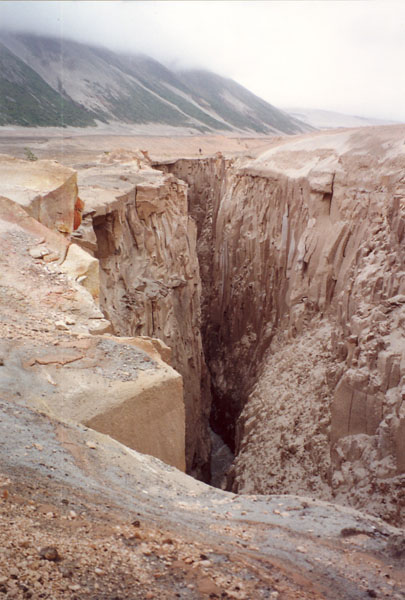
Ущелина Найф-крік
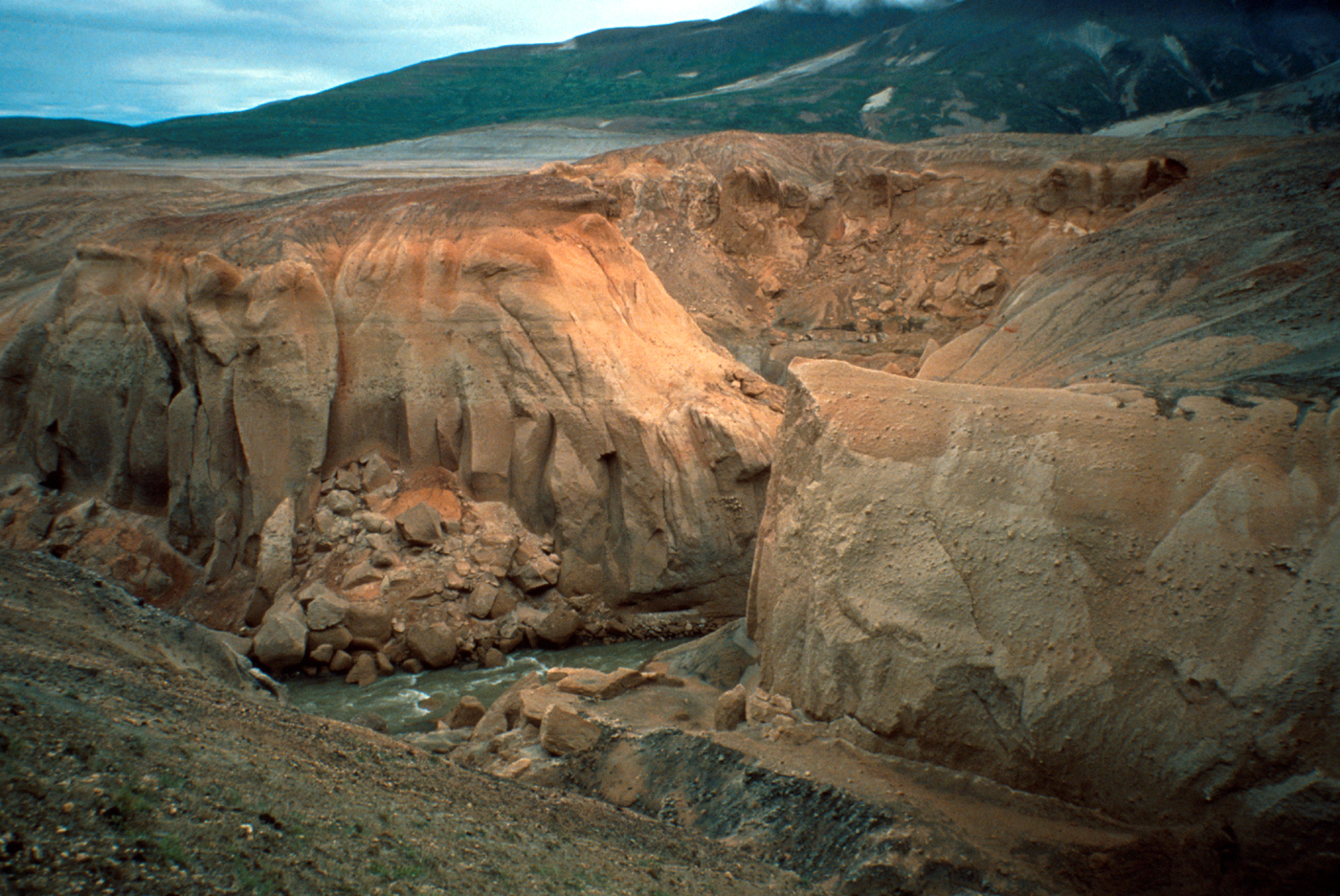
Река Лєта

## Ресурси Інтернету
- Вулканічна обсерваторія Аляски [Архівовано 13 квітня 2021 у Wayback Machine.]
- info/228-aljaska-dolina-desjati-tysjach-dymov Аляска. Долина Десяти тисяч димів[недоступне посилання з липня 2019]
- prir/71.html 100 великих чудес природи: Долина Десяти Тисяч Димів[недоступне посилання з липня 2019]
- Maps of region [Архівовано 19 жовтня 2020 у Wayback Machine.]